# Cheo Reo
Cheo Reo là một phường thuộc thị xã Ayun Pa, tỉnh Gia Lai, Việt Nam.

## Địa lý
Phường Cheo Reo là cửa ngõ đi vào thị xã Ayun Pa, có vị trí địa lý:
- Phía đông giáp huyện Ia Pa
- Phía tây giáp xã Chư Băh
- Phía nam giáp phường Hoà Bình
- Phía bắc giáp huyện Phú Thiện.

Phường Cheo Reo có diện tích 4,42 km², dân số năm 2019 là 8.060 người, mật độ dân số đạt 1.824 người/km².

## Hành chính
Phường Cheo Reo được chia thành 5 tổ dân phố.

## Lịch sử
Ngày 30 tháng 3 năm 2007, Chính phủ ban hành Nghị định số 50/2007/NĐ-CP về việc thành lập phường Cheo Reo trên cơ sở điều chỉnh 442 ha diện tích tự nhiên và 5.387 nhân khẩu của thị trấn Ayun Pa.
Ngày 31 tháng 12 năm 2007, UBND tỉnh Gia Lai ban hành Quyết định số 111/2007/QĐ-UBND về việc thành lập TDP 5 trên cơ sở 50 hộ với 177 nhân khẩu của tổ dân phố 2 cũ; 10 hộ với 71 nhân khẩu của tổ dân phố 25 cũ; 90 hộ với 303 nhân khẩu của tổ dân phố 26 cũ thuộc thị trấn Ayun Pa cũ.